# Benirredrà
Benirredrà – gmina w Hiszpanii, w prowincji Walencja, we wspólnocie autonomicznej Walencja, o powierzchni 0,39 km². W 2011 roku liczyła 1650 mieszkańców.